# Fernandina Beach
Fernandina Beach ist eine Stadt und zudem der County Seat des Nassau County im US-Bundesstaat Florida.
Das U.S. Census Bureau hat bei der Volkszählung 2020 eine Einwohnerzahl von 13.052 ermittelt.

## Geographie
Fernandina Beach ist der Hauptort von Amelia Island, einer Insel an der Ostküste Floridas in unmittelbarer Nähe der Grenze zu Georgia. Hier mündet auch der St. Marys River, ein Grenzfluss der beiden Bundesstaaten, in den Atlantischen Ozean. Die Stadt liegt etwa 40 Kilometer nördlich von Jacksonville.

## Geschichte
Das Eisenbahnzeitalter in Fernandina Beach begann 1858 mit dem Bau der Florida Railroad von hier nach Starke. Die Strecke wurde schrittweise verlängert und erreichte 1861 bei Cedar Key den Golf von Mexiko. Der Abschnitt Fernandina Beach – Yulee wurde nachfolgend von der SAL, von der SSR und von CSX betrieben, bevor er 2005 an die neu gegründete First Coast Railroad überging.

## Demographische Daten
Laut der Volkszählung 2010 verteilten sich die damaligen 11.487 Einwohner auf 7.030 Haushalte. Die Bevölkerungsdichte lag bei 413,2 Einw./km². 83,4 % der Bevölkerung bezeichneten sich als Weiße, 11,7 % als Afroamerikaner, 0,4 % als Indianer und 1,1 % als Asian Americans. 1,8 % gaben die Angehörigkeit zu einer anderen Ethnie und 1,6 % zu mehreren Ethnien an. 5,3 % der Bevölkerung bestand aus Hispanics oder Latinos.
Im Jahr 2010 lebten in 21,5 % aller Haushalte Kinder unter 18 Jahren sowie 35,1 % aller Haushalte Personen mit mindestens 65 Jahren. 62,0 % der Haushalte waren Familienhaushalte (bestehend aus verheirateten Paaren mit oder ohne Nachkommen bzw. einem Elternteil mit Nachkomme). Die durchschnittliche Größe eines Haushalts lag bei 2,18 Personen und die durchschnittliche Familiengröße bei 2,65 Personen.
18,2 % der Bevölkerung waren jünger als 20 Jahre, 18,9 % waren 20 bis 39 Jahre alt, 30,4 % waren 40 bis 59 Jahre alt und 32,3 % waren mindestens 60 Jahre alt. Das mittlere Alter betrug 50 Jahre. 47,3 % der Bevölkerung waren männlich und 52,7 % weiblich.
Das durchschnittliche Jahreseinkommen lag bei 53.838 $, dabei lebten 14,1 % der Bevölkerung unter der Armutsgrenze.
Im Jahr 2000 war Englisch die Muttersprache von 96,20 % der Bevölkerung, spanisch sprachen 2,90 % und 0,90 % sprachen französisch.

## Sehenswürdigkeiten
Folgende Objekte sind im National Register of Historic Places gelistet:
- Amelia Island Lighthouse
- Bailey House
- Fairbanks House
- Fernandina Beach Historic District
- Fort Clinch
- Merrick-Simmons House
- Nassau County Jail
- Original Town of Fernandina Historic Site
- John Denham Palmer House
- Tabby House

## Wirtschaft
Im Ort befindet sich ein Wellpappe-Werk von WestRock.

## Verkehr
Fernandina Beach wird von der Florida State Road A1A durchquert. Mit dem Fernandina Beach Municipal Airport besitzt die Stadt einen eigenen Flugplatz. Der nächste internationale Flughafen ist der Jacksonville International Airport (rund 35 km südwestlich).

## Kriminalität
Die Kriminalitätsrate lag im Jahr 2010 mit 211 Punkten (US-Durchschnitt: 266 Punkte) im durchschnittlichen Bereich. Es gab zwei Vergewaltigungen, 15 Raubüberfälle, 26 Körperverletzungen, 73 Einbrüche, 274 Diebstähle, vier Autodiebstähle und eine Brandstiftung.

## Söhne und Töchter der Stadt
- Henrietta Cuttino Dozier (1872–1947), Architektin
- Gabriel Davis (* 1999), American-Football-Spieler